# Андриевский, Леонид Васильевич
Леонид Васильевич Андриевский (1 мая 1905, Чернигов, Российская империя — 1994,  Харьков) — украинский и советский художник-график, живописец, педагог, директор Харьковского государственного художественного училища (1949—1969).

## Биография
В 1934—1938 обучался в Харьковском государственном художественном училище. Продолжил учёбу в Харьковском государственном художественном институте (1938—1941; 1945—1947). Ученик Иосифа Дайца и Василия Касияна.
Член Художественного объединения Союза художников Украины с 1947 года. Участник республиканских выставок с 1948 года.
С 1947 года преподавал в Харьковском государственном художественном училище, в 1949—1969 был его директором.